# Opazon apertum
Opazon apertum är en stekelart som först beskrevs av Jean-Jacques Kieffer 1908.  Opazon apertum ingår i släktet Opazon, och familjen hyllhornsteklar. Arten är reproducerande i Sverige.